# Медицинский университет (станция метро, Тбилиси)
«Медици́нский университе́т» (груз. სამედიცინო უნივერსიტეტი, «Самедици́но университе́ти») — промежуточная станция Тбилисского метрополитена. Расположена на Сабурталинской линии в Тбилиси.
Станция покрыта белым и красным мрамором. Вход на станцию с двух сторон. Вместо эскалатора, на станцию ведет каменная лестница.

## История
Открыта 15 сентября 1979 года в составе пускового участка Сабурталинской линии «Садгурис моедани-2» — «Делиси».
До 1992 года называлась «Комсомольская» («კომკავშირული» [Комкавширули]).